# Beaucaire, Gard
Beaucaire (okcitansko Bèucaire) je naselje in občina v južnem francoskem departmaju Gard regije Languedoc-Roussillon. Naselje je leta 2008 imelo 15.505 prebivalcev.

## Geografija
Kraj leži v pokrajini Languedoc ob reki Roni in vodnem kanalu Rona-Sète (nasproti Tarasconu), 23 km vzhodno od Nîmesa.

## Uprava
Beaucaire je sedež istoimenskega kantona, v katerega so poleg njegove vključene še občine Bellegarde, Fourques, Jonquières-Saint-Vincent in Vallabrègues z 28.680 prebivalci.
Kanton Beaucaire je sestavni del okrožja Nîmes.

## Zanimivosti
Beaucaire je na seznamu francoskih umetnostno-zgodovinskih mest in pokrajin.
- župnijska gotsko provansalska cerkev sv. Pavla,
- grad Château de Beaucaire z donjonom,
- kolegialna baročna cerkev Notre-Dame-des-Pommiers iz 18. stoletja,
- stara mestna vrata,
- ruševine nekdanje trogloditske opatije Saint-Roman.